# Моран (фрегезия)
Моран (порт.  Mourão) — фрегезия (район) в муниципалитете Моран округа Эвора в Португалии. Территория — 135,18 км². Население — 2 111 жителей. Плотность населения — 15,6 чел/км².